# 블라디미르 바실리예프
블라디미르 아브두알리예비치 바실리예프(러시아어: Влади́мир Абдуали́евич Васи́льев, 1949년 8월 11일~)는 러시아의 정치인이다. 2003년 국가 두마 의원에 당선된 것을 시작으로 정계 활동을 시작하였으며, 하원 안보위원회 의장을 지냈다. 2011년부터 2017년까지 국가 두마 부의장 직을 수행했으며, 2012년 통합 러시아당의 원내대표에 선출되는 등 통합 러시아당 내부의 핵심 지도부로 손꼽힌다.

## 생애
바실리예프는 1949년 8월 11일, 모스크바 주 클린에서 태어났다.
1972년부터 그는 소련 내무부에서 일하기 시작하였으며, 1978년 모스크바 대학 법학 박사 학위를 취득했다.
1991년에 소련 경찰 아카데미를 졸업한 이후, 바실리예프는 1995년부터 1997년 사이 모스크바 경찰청 차장으로 근무하였다.
1997년 4월 25일, 보리스 옐친 당시 러시아 대통령은 바실리예프를 러시아 내무부 조직범죄수사국 차장으로 임명하였다.
1999년 블라디미르 루샤일로가 장관에 임명된 이후, 바실리예프는 내무부를 떠나기로 결정하였으나, 같은 해 5월 31일 그는 국가 안전보장위원회 부서기로 임명된다.
2001년 3월 28일부터 2003년 12월 24일까지 바실리예프는 러시아 내무부 차관직을 수행하였고, 모스크바 극장 인질극 사건 때 인질들의 구출을 위한 책임을 맡았다.
2003년 제4대 국가 두마 총선에서 트베리 지역 하원의원으로 당선되었으며, 이후 2007년에 다시 한번 재선되었다.
2011년 12월 4일, 제6대 국가 두마 총선에서 다시 당선되어 3선 의원이 되었으며, 2012년 11월 13일 안드레이 보로비요프의 뒤를 이어 제3대 통합 러시아당의 원내대표로 선출되었다.
2014년 크림 위기 이후, 유럽 연합은 공정 러시아당 대표 니콜라이 레비체프 등과 함께 바실리예프를 제재 명단에 추가시켰다.
2016년 제7대 국가 두마 총선 과정에서 이바노보, 코스트로마, 야로슬라블, 트베리 주 선대위원장직을 수행하였으며, 선거에서 승리하여 4선 의원이 되었다.
2017년 10월 3일, 블라디미르 푸틴 러시아 대통령은 사임한 라마잔 압둘라티포프 다게스탄 대통령의 권한대행으로 바실리예프를 지명하였다.
2021년 10월 7일, 통합 러시아당은 제 8대 국가두마 개원에 맞춰 세르게이 네베로프 원내대표의 후임으로 바실리예프를 제 5대 원내대표로 임명하였다.

## 역대 선거 결과
| 선거명      | 직책명                   | 대수 | 정당        | 득표율 | 득표수    | 결과 | 당락                    |
| ----------- | ------------------------ | ---- | ----------- | ------ | --------- | ---- | ----------------------- |
| 2003년 선거 | 하원의원 (트베리 선거구) | 4대  | 통합 러시아 | 32.19% | 113,273표 | 1위  | 트베리 주 하원의원 당선 |